# Ілуліссат (фіорд)
Ілуліссат (гренл. Ilulissat Kangerlua, дан. Ilulissat Isfjord) — фіорд в комуні Каасуїтсуп (Гренландія). Єдиний фіорд Північної Америки, включений до Списку об'єктів всесвітньої спадщини ЮНЕСКО (у 2004 році).

## Опис
Фіорд є частиною затоки Діско, яка своєю чергою є частиною Моря Баффіна. Його довжина становить 40 км, ширина 5-10 км, площа 402,4 км², закінчується фіорд приблизно за 40 км від межі Гренландського льодовикового щита. У північно-західній частині фіорду розташоване третє за населенням місто Гренландії — Ілуліссат, «туристична столиця Гренландії». Закінчується фіорд льодовиком Якобсгавн — найактивнішим льодовиком Північної півкулі планети. Його площа становить 110000 км², товщина льоду близько 2 км, він скидає близько 10% всіх айсбергів Гренландії, обрушуючи у фіорд понад 35 км³ льоду щорічно . Деякі айсберги мають в поперечнику більше кілометра, тому вони, природно, не можуть триматися на плаву, закріплюючись на дні фіорду і не танучи роками. Таким чином, фіорд Ілуліссат завжди майже повністю покритий льодом, що відображено в його назві: дан. Isfjord - укр. Крижаний фіорд. Щоб величезному шматку льоду, що відколовся від льодовика, пройти шлях за 40 км від кінця фіорду до виходу в затоку Діско потрібно 12-15 місяців. Далі ці айсберги вирушають в свою подорож на південь, досягаючи 45-ї і навіть 40-ї паралелі північної широти.
Фіорд багатий рибою, зокрема, там в помітних кількостях добувають палтуса і креветок.
У 2012 році фіорд Ілуліссат показали в документальній американській стрічці «У гонитві за льодовиками».